# Ted Field

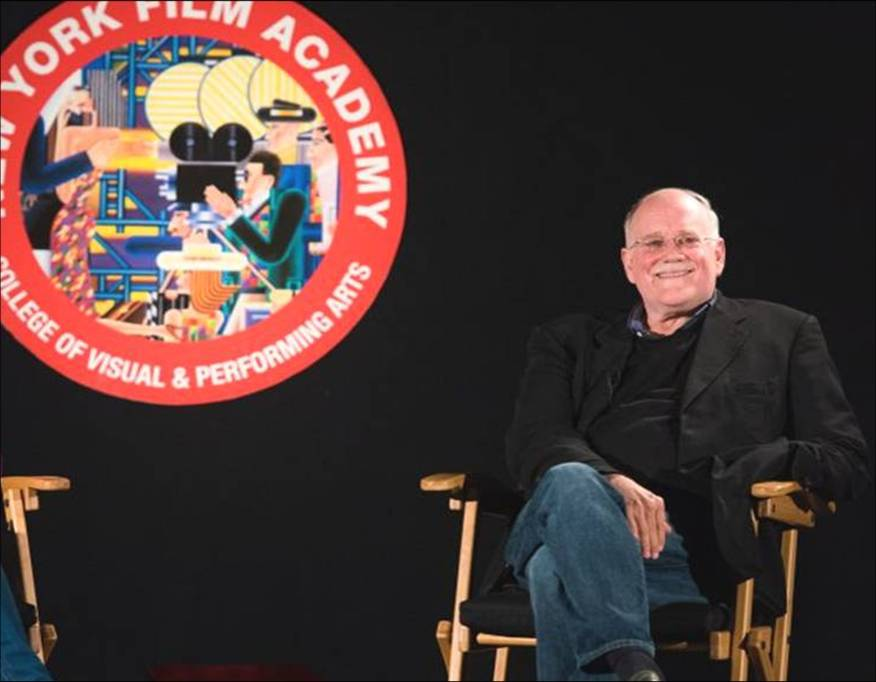
Ted Field (2017)

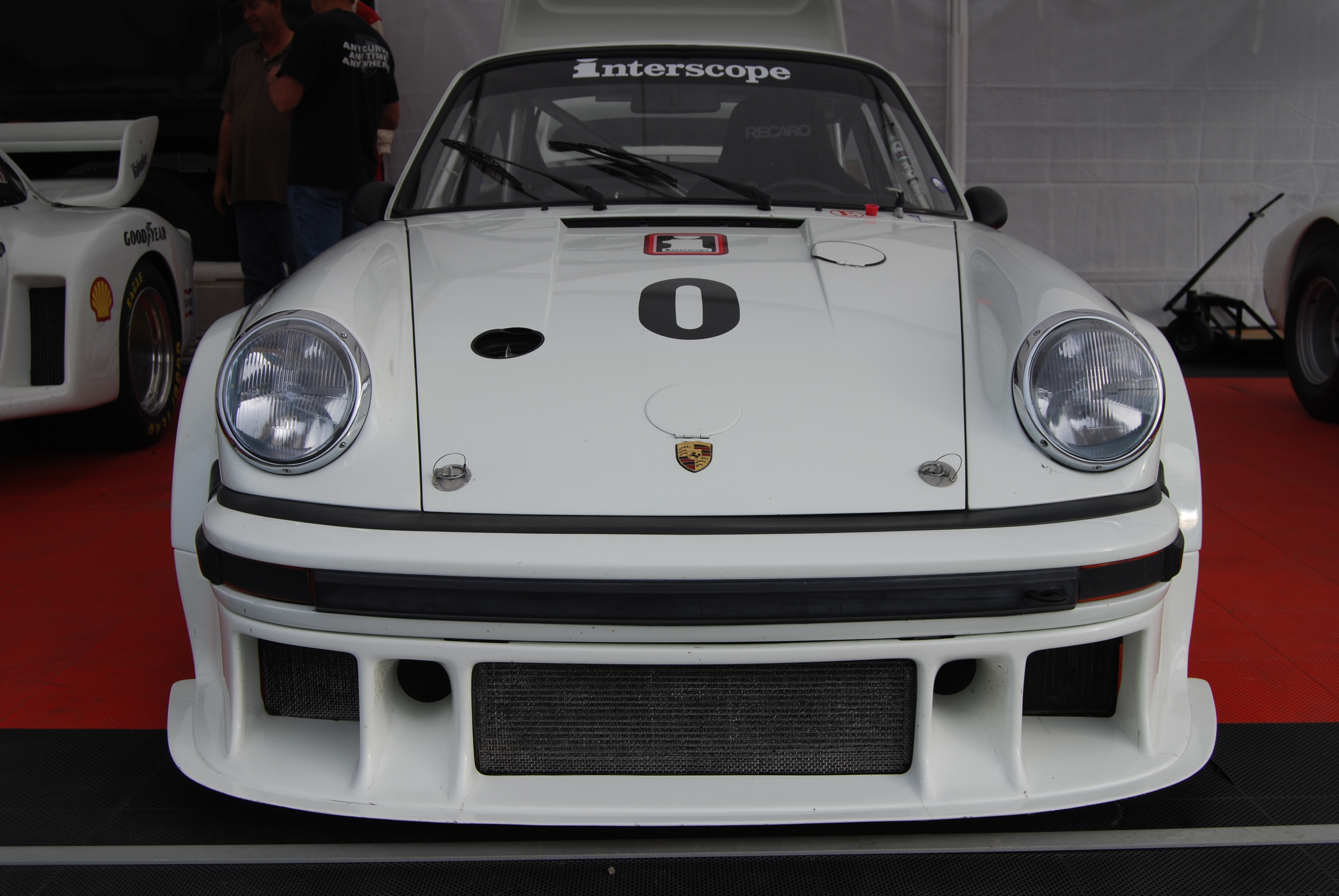
Der Vasek Polak Interscope Racing Porsche 934/5, mit dem Danny Ongais, Ted Field und Hurley Haywood den fünften Gesamtrang belegten

Frederick Woodruff „Ted“ Field (* 1. Juni 1953 in Chicago, Illinois) ist ein US-amerikanischer Filmproduzent, Autorennfahrer und Unternehmer.

## Leben
Fields ist ein Sohn von Marshall Field IV, dem von 1956 bis 1965 die Chicago Sun-Times gehörte und dessen zweiter Ehefrau Katherine Woodruff. Field selbst war bis in die späten 1980er Jahre verheiratet und ist Vater mehrerer Kinder.
Field gewann 1979 mit Hurley Haywood und Danny Ongais das 24-Stunden-Rennen von Daytona. Field ist seit Mitte der 1980er Jahre als Filmproduzent tätig. Er gründete 1982 die Filmproduktionsgesellschaft Interscope Communications. Für die Produktion Cocktail erhielten Field und sein Kollege Robert W. Cort 1989 die Goldene Himbeere in der Kategorie Schlechtester Film. Bis heute war er an mehr als 75 Filmproduktionen beteiligt.
Er ist einer der Erben der Familie Field. Sein Vermögen wird auf 1,2 Milliarden US-Dollar geschätzt. Auf der Weltrangliste der Milliardäre des Forbes Magazine nahm er 2012 Platz 236 ein.

## Filmografie (Auswahl)
Als Filmproduzent
- 1984: Die Rache der Eierköpfe (Revenge of the Nerds)
- 1985: Das Schlitzohr (Turk 182)
- 1987: Critical Condition
- 1987: Nichts als Ärger mit dem Typ (Outrageous Fortune)
- 1987: Die Supertrottel (Revenge of the Nerds II: Nerds in Paradise)
- 1987: Noch drei Männer, noch ein Baby (Three Men and a Baby)
- 1988: Das siebte Zeichen (The Seventh Sign)
- 1988: Cocktail
- 1989: Detroit City – Ein irrer Job (Collision Course)
- 1989: Von Bullen aufs Kreuz gelegt (An Innocent Man)
- 1990: Drei Männer und eine kleine Lady (3 Men and a Little Lady)
- 1991: Das Gesetz der Macht (Class Action)
- 1992: Liebe und Eis (The Cutting Edge)
- 1994: Der Sprung nach oben (The Air Up There)
- 1995: Familien-Bande (Roommates)
- 1995: Mr. Holland’s Opus
- 1998: Wunsch & Wirklichkeit (The Proposition)
- 1999: Die Braut, die sich nicht traut (Runaway Bride)
- 2007: Nach 7 Tagen – Ausgeflittert (The Heartbreak Kid)
- 2009: Everybody’s Fine
- 2010: Twelve
- 2013: Riddick: Überleben ist seine Rache (Riddick)
- 2016: Kickboxer: Die Vergeltung (Kickboxer: Vengeance)
- 2017: Under the Bed (Fernsehfilm)
- 2018: Beirut

Als Executive Producer
- 1992: Ein Yuppie steht im Wald (Out on a Limb)
- 1995: Body Language
- 1997: Gridlock’d – Voll drauf! (Gridlock’d)
- 1997: Schneewittchen (Snow White: A Tale of Terror)
- 1998: Hinter dem Horizont (What Dreams May Come)
- 2002: They – Sie kommen (Wes Craven Presents: They)
- 2017: Jumanji: Willkommen im Dschungel (Jumanji: Welcome to the Jungle)

## Statistik

### Le-Mans-Ergebnisse
| Jahr | Team                  | Fahrzeug      | Teamkollege     | Teamkollege        | Platzierung | Ausfallgrund       |
| ---- | --------------------- | ------------- | --------------- | ------------------ | ----------- | ------------------ |
| 1979 | Interscope Racing     | Porsche 935   | Milt Minter     | John Morton        | Ausfall     | Motorschaden       |
| 1980 | Porsche Kremer Racing | Porsche 935K3 | Danny Ongais    | Jean-Louis Lafosse | Ausfall     | Motorschaden       |
| 1981 | Porsche Kremer Racing | Porsche 935K3 | Don Whittington | Bill Whittington   | Ausfall     | Zylinder überhitzt |
| 1982 | Porsche Kremer Racing | Kremer CK5    | Danny Ongais    | Bill Whittington   | Ausfall     | Motorschaden       |

### Sebring-Ergebnisse
| Jahr | Team                          | Fahrzeug         | Teamkollege  | Teamkollege    | Platzierung | Ausfallgrund |
| ---- | ----------------------------- | ---------------- | ------------ | -------------- | ----------- | ------------ |
| 1977 | Vasek Polak Interscope Racing | Porsche 934/5    | Danny Ongais | Hurley Haywood | Rang 5      |              |
| 1979 | Interscope Racing             | Porsche 935/77A  | Danny Ongais |                | Ausfall     | Aufhängung   |
| 1980 | Interscope Racing             | Porsche 935K3/80 | Danny Ongais |                | Rang 2      |              |
| 1981 | Interscope Racing             | Porsche 935K3/80 | Danny Ongais |                | Ausfall     | Elektrik     |
| 1982 | Interscope Racing             | Porsche 935K3/80 | Danny Ongais |                | Ausfall     | Motorschaden |